# El Paso Locomotive
Der El Paso Locomotive Football Club, kurz El Paso Locomotive, ist ein US-amerikanisches Fußball-Franchise mit Sitz in El Paso im Bundesstaat Texas. Die Mannschaft spielt derzeit in der zweitklassigen USL Championship.

## Geschichte
Den Zuschlag als USL-Standort zur neuen Saison 2019 bekam El Paso und zum 1. März 2018 wurde dann auch das Franchise gegründet. Am 4. Oktober des Jahres wurde das Logo des Franchise präsentiert. Hier wurde das Team in die Western Conference einsortiert und erreichte in der Regular Season mit 50 Punkten über den sechsten Platz auch gleich sogar noch knapp direkt in die Conference Quarterfinals der Playoffs. Dort schlugen sie erst den Fresno FC und im Halbfinale dann Sacramento Republic. Gegen Real Monarchs konnten sie schlussendlich aber nicht durchsetzen und verloren das Conference-Finale mit 1:2 nach Verlängerung.
Die Folgesaison stand unter dem Stern der Covid-19-Pandemie und brachte eine neue Einteilung der Gegner des Teams mit sich. Hier wurde El Paso in Gruppe C einsortiert, aus der man als Gruppenerster empor stechen konnte. Auf der Gesamttabelle der Western Conference reichte dies für einen vierten Platz. Diesmal ging es in den Quarterfinals gegen den FC Tulsa, bei dem es aber bis zum Elfmeterschießen kommen musste, um sich am Ende als Mannschaft mit 4:2 durchzusetzen. Diese Tatsache zog sich auch ins Semifinal, wo es gegen New Mexico United ebenfalls mit 5:3 ein Elfmeterschießen zum Weiterkommen benötigte. So stand das Franchise im zweiten Jahr hintereinander erneut im Conference Final, wo es diesmal gegen Phoenix Rising ging. Auch hier ging es nun zum dritten Mal in diesen Playoffs für die Mannschaft bis ins Elfmeterschießen. Diesmal war jedoch das Franchise aus Chandler, Arizona der Sieger, der sich mit 4:2 am Ende durchsetze. Somit scheiterte die Mannschaft erneut knapp vor dem Endspiel um die Championship.
Die Leistung aus der Regular Season im Vorjahr wurde in der Saison 2021 noch einmal getoppt, indem sich das Team mit 64 Punkten an den Zweiten Platz der Western Conference schoss, gleich hinter das mit drei Punkten mehr geschmückte Phoenix Rising. In den Playoffs schied man trotzdem ganz knapp mit 0:1 gegen den USLC-Neuling Oakland Roots aus.

## Aktueller Profikader
Stand: 19. Januar 2025
| Nr. |                    | Position | Name             |
| --- | ------------------ | -------- | ---------------- |
| 7   | El Salvador        | ST       | Joaquín Rivas    |
| 8   | Vereinigte Staaten | MF       | Luis Moreno      |
| 13  | Vereinigte Staaten | TW       | Javier Garcia    |
| 16  | Vereinigte Staaten | AB       | Miles Lyons      |
| 17  | Mexiko             | ST       | Ricardo Zacarías |
| 26  | Deutschland        | AB       | Dennis Erdmann   |
| 31  | Vereinigte Staaten | AB       | Nick Hinds       |
|     | Mexiko             | AB       | Arturo Ortiz     |
|     | El Salvador        | ST       | Amando Moreno    |
|     | El Salvador        | MF       | Eric Calvillo    |
|     | Ghana              | AB       | Wahab Ackwei     |
|     | Nigeria            | MF       | Bolu Akinyode    |
|     | Vereinigte Staaten | MF       | Arun Basuljevic  |
|     | Mexiko             | AB       | Tony Alfaro      |

| Nr. |                    | Position | Name               |
| --- | ------------------ | -------- | ------------------ |
|     | Jamaika            | TW       | Jahmali Waite      |
|     | Vereinigte Staaten | ST       | Andy Cabrera       |
|     | Vereinigte Staaten | MF       | Álvaro Quezada     |
|     | Sudafrika          | ST       | Tumi Moshobane     |
|     | Vereinigte Staaten | AB       | Memo Diaz          |
|     | Vereinigte Staaten | AB       | Robert Coronado    |
|     | Brasilien          | AB       | Gabriel Torres     |
|     | Vereinigte Staaten | MF       | Ricky Ruiz         |
|     | Sierra Leone       | MF       | Frank Daroma       |
|     | Vereinigte Staaten | AB       | Noah Dollenmayer   |
|     | Mexiko             | ST       | Emiliano Rodríguez |
|     | Vereinigte Staaten | AB       | Kenneth Hoban      |
|     | Vereinigte Staaten | ST       | Omar Mora          |